# Balduin, der Ferienschreck

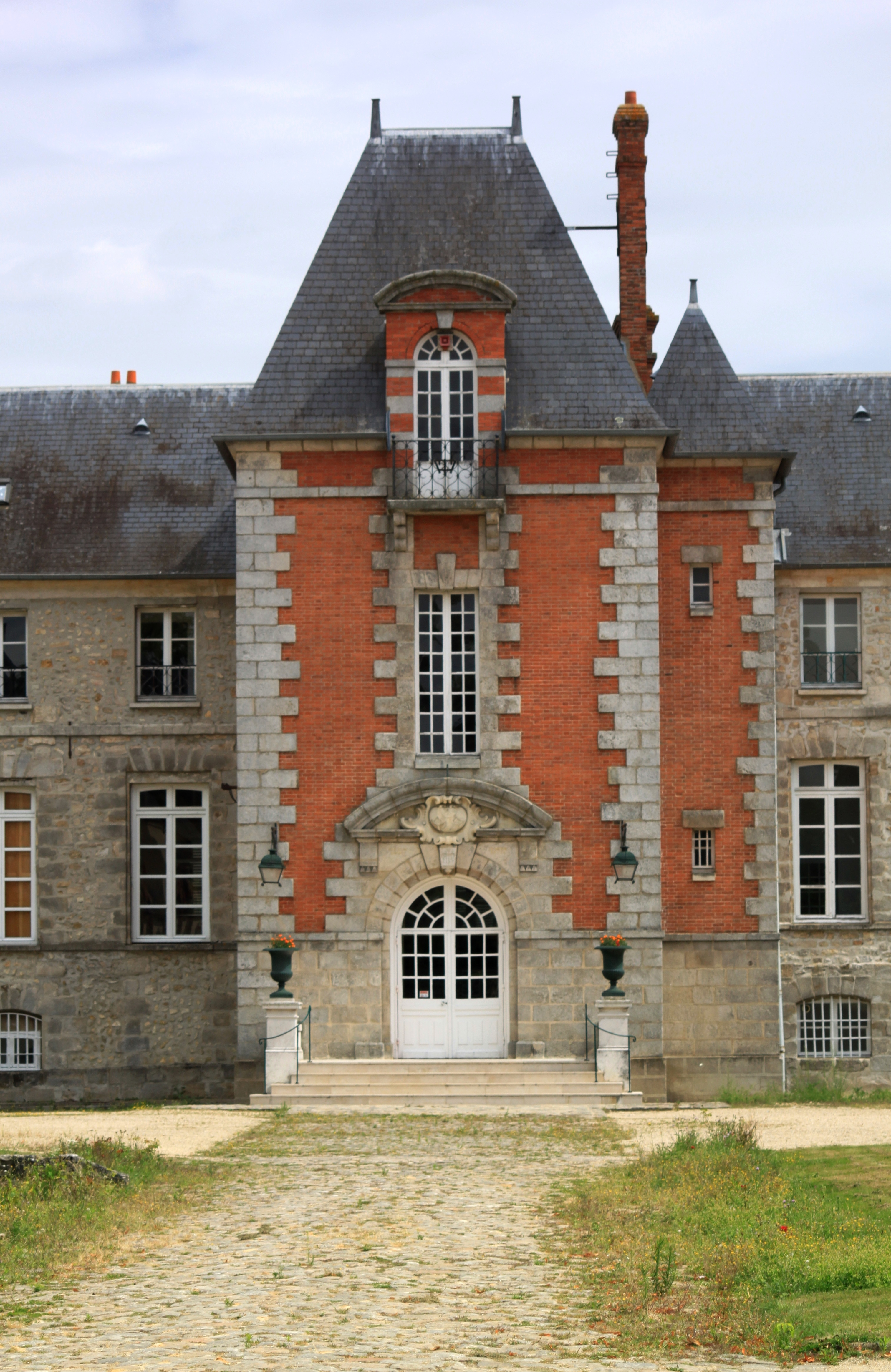
Château de Gillevoisin, Schauplatz des Films

Balduin, der Ferienschreck, auch bekannt als Der Brausekopf mit den Sausebeinen (Originaltitel: Les Grandes vacances, übersetzt Die großen Ferien, hier sinngemäß Sommerferien) ist eine französisch-italienische Filmkomödie von Jean Girault aus dem Jahr 1967.

## Handlung
Balduin Bosquier leitet in der Nähe von Versailles ein renommiertes Jungen-Internat. Ganz im Gegensatz zu seinem strebsamen jüngeren Sohn Gérard hat ausgerechnet sein älterer Sohn Philippe am Ende des Schuljahres eine Fünf in Englisch – eine Blamage, die der ambitionierte Schuldirektor Bosquier nicht auf sich sitzen lassen kann. Doch der despotische Patriarch hat kurzerhand eine Lösung parat: Philippe soll die Ferien im Haus des schottischen Whisky-Produzenten MacFarrell verbringen und sein Englisch aufbessern, während MacFarrells Tochter Shirley im Austausch ihre Französisch-Kenntnisse bei den Bosquiers vertiefen soll. Philippe passt diese Idee allerdings überhaupt nicht, da er für die Ferien mit einer Reihe von Schulfreunden eine Flusskreuzfahrt auf der Seine Richtung Le Havre geplant hatte. Auf dem bereits angemieteten Segelboot fest als Navigator eingeplant, droht nun das gesamte Unternehmen zu scheitern. Um die Reise zu retten, beschließen die Freunde, den Schulkollegen Stephane Michonnet als Philippe auszugeben und ihn zu den MacFarrells nach Schottland zu schicken.
Anfänglich geht das Täuschungsmanöver auf: Trotz einigen Widerwillens steigt Michonnet an Philippes Stelle in das Flugzeug nach Edinburgh, und kurz darauf trifft auch MacFarrells Tochter Shirley im Internat Bosquiers ein. Das quirlige Mädchen ist allerdings überhaupt nicht nach dem Geschmack des konservativen Schuldirektors: Nicht nur, dass die 18-Jährige in ihren kurzen Minis den Ferienschülern den Kopf verdreht, Shirley ist auch mit einem eigenen Mini (Auto) angereist, mit dem sie von früh bis spät unterwegs ist und sich unter dem Vorwand, Museen und Sehenswürdigkeiten zu besuchen, dem strengen Regime Bosquiers entzieht. Bosquier sen. schöpft Verdacht, dass sich das Mädchen – anders als behauptet – nicht mit dem kulturellen Erbe Frankreichs beschäftigt, und stellt Shirley seinen jüngeren Sohn Gérard als Aufpasser zur Seite. Die hat allerdings bald genug vom Kontrollwahn Bosquiers, reißt aus und gerät auf ihrer Flucht eher zufällig auf das Segelboot von Philippe und seinen Freunden. Sie verliebt sich in den Jungen, der sich ihr als Stephane Michonnet vorstellt, und schließt sich der Segelgemeinschaft auf ihrer Reise an.
Vater Bosquier bleibt die Flucht Shirleys jedoch zunächst verborgen, da er nach einem Anruf MacFarrells glaubt, sein Sohn Philippe habe in Schottland etwas ausgefressen, und umgehend nach Edinburgh eilt, um den Ruf der Familie wiederherzustellen. Dort angekommen, entpuppt sich das schlechte Verhalten zwar als einfache Magenverstimmung (im franz. Orig. um ein Wortspiel von mal [= schlecht] und malade [= krank] herum konstruiert), Vater Bosquier erfährt allerdings auch von der Täuschung. Aus Angst, der gute Ruf der Familie könnte Schaden nehmen, wenn dieser Schwindel aufliegt, weist er Michonnet an, bei den MacFarrells zu bleiben und sich bis zum Ende der Ferien weiter als Philippe auszugeben.
Zurück in Frankreich erfährt Bosquier, dass Shirley abgehauen ist und sich mit dem richtigen Philippe auf einem Boot auf der Seine befindet. Der Schuldirektor eilt dem nichtsahnenden Liebespärchen hinterher und verwickelt sich in allerlei chaotische Situationen, bevor er beide schließlich doch einfangen kann. Ohne vorher erfahren zu haben, dass ihr Freund Stephane tatsächlich Philippe Bosquier ist, wird Shirley von Bosquier sen. zurück zu ihrem Vater nach Schottland geschickt. Hier trifft sie auf den vermeintlichen Sohn des verhassten Schuldirektors und beschließt, sich mit einem kleinen Streich an ihm zu rächen: Sie lockt Michonnet in ihr Zimmer, flößt ihm K.-o.-Tropfen ein und arrangiert, dass ihr Vater den Jungen gemeinsam mit ihr im Bett erwischt. Empört bestellt Vater MacFarrell Bosquier zu sich nach Schottland, um Philippe abzuholen und zurück nach Frankreich zu bringen. Vater Bosquier reist daraufhin erneut nach Schottland – diesmal im Schlepptau mit dem richtigen Philippe, der den Schwindel endlich lüften und den Ruf der Familie Bosquier wiederherstellen soll.
Noch bevor die beiden Väter die Situation klären können, erfährt Shirley die Wahrheit und ist überglücklich, wieder mit ihrem Geliebten vereint zu sein. Um zukünftig nicht mehr getrennt werden zu können, beschließt das Pärchen, nach Gretna Green zu fliehen, wo Paare gemäß einer alten Tradition kurzfristig und ohne Einwilligung der Eltern heiraten dürfen. Trotz einer turbulenten Verfolgungsjagd, bei der Bosquier und MacFarrell unter anderem ein Kleinflugzeug kapern und auf dem Dach eines fahrenden Reisebusses landen, gelingt es Philippe und Shirley schließlich, getraut zu werden und die beiden zerstrittenen Familien wieder zu versöhnen.

## Hintergrund
Der Film wurde unter anderem in zwei französischen Studios in der Umgebung von Paris sowie an Außenschauplätzen in Versailles und Le Havre gedreht. Die Spielszenen in „Schottland“ entstanden in der Gegend um den Puy de Dôme in der Nähe von Clermont-Ferrand.
Bei den Szenen im Pariser Olympia handelt es sich um Studionachbauten. Der Eindruck, Gérard und Shirley befänden sich tatsächlich in der berühmten Music Hall, wird durch die Einblendung eines Standfotos der Außenfassade erzeugt.
In der französischen Originalfassung heißt Louis de Funès Charles und nicht Balduin mit Vornamen.
Der Film startete am 11. Oktober 1968 in den bundesdeutschen Kinos.

## Synchronisation

Louis de Funès (Zeichnung von „Fiduovec“)

Für die deutsche Synchronisation war Karlheinz Brunnemann im Auftrag der Berliner Union Film GmbH & Co. Studio KG zuständig.
| Rolle                       | Darsteller/in        | Synchronsprecher/in  |
| --------------------------- | -------------------- | -------------------- |
| Balduin (Charles) Bosquier  | Louis de Funès       | Gerd Martienzen      |
| Mr. MacFarrell              | Ferdy Mayne          | Ferdy Mayne          |
| Mrs. MacFarrell             | Jean St. Clair       | Tina Eilers          |
| Shirley MacFarrell          | Martine Kelly        | Traudel Haas         |
| Philippe Bosquier           | François Leccia      | Thomas Danneberg     |
| Gérald Bosquier             | Olivier de Funès     |                      |
| Isabelle Bosquier           | Claude Gensac        | Gisela Trowe         |
| Stephane Michonett          | Maurice Risch        | Arne Elsholtz        |
| Croizac                     | Jacques Dynam        |                      |
| Fahrer des Kohletransports  | Jacques Dynam        | Heinz Petruo         |
| blonde Autofahrerinnen      | Françoise Girault    | Marianne Lutz        |
| blonde Autofahrerinnen      | Silvia Dionisio      | Uta Hallant          |
| Autoverkäufer               | Mario David          | Edgar Ott            |
| älterer Hausbesitzer        | Paul Faivre          | Wolfgang Amerbacher  |
| Barjac                      | René Bouloc          | Randolf Kronberg     |
| Gendarme in der Hafenkneipe | Pervical Russel      | Gerd Holtenau        |
| Wirtin in der Hafenkneipe   | Dominique Davray     | Gisela Reißmann      |
| Jenkins                     | Colin Drake          | Klaus Miedel         |
| Christian                   | Jean-Pierre Bertrand | Claus Jurichs        |
| Claude                      | Jacques Dublin       | Norbert Langer       |
| Michel                      | Dominique Maurin     | Uwe Paulsen          |
| Morizot                     | Max Montavon         | Gerd Duwner          |
| Gräfin                      | Denise Provence      | Beate Hasenau        |
| Sohn der Gräfin             |                      | Karlheinz Brunnemann |
| Professor                   | Carlo Nell           | Karlheinz Brunnemann |
| Eduard, der Gärtner         | Jean Droze           | Karlheinz Brunnemann |

## Kritiken
Die Zeitschrift TV direkt schrieb, Louis de Funès sei „wie immer lachhaft im besten Sinn“. Für das Lexikon des internationalen Films war Balduin, der Ferienschreck „[u]nterhaltsamer Klamauk“.
Der Evangelische Film-Beobachter meinte: „Turbulente französisch-italienische Bestseller-Farbfilmgroteske um Starkomiker Louis de Funès. Leider ist nicht alles gleich gut gelungen: vieles wirkt ausgesprochen albern, die einseitige Ausrichtung aufs Amouröse verstimmt und der hölzerne schottische Partner des quicklebendigen kleinen Clowns ist für diesen absolut kein Gegenspieler.“